# Atomaria affinis
Atomaria affinis là một loài bọ cánh cứng trong họ Cryptophagidae. Loài này được C.R.Sahlberg miêu tả khoa học năm 1834.